# Conistra decorata
Conistra decorata är en fjärilsart som beskrevs av Ramon Agenjo Cecilia 1945. Conistra decorata ingår i släktet Conistra och familjen nattflyn. Inga underarter finns listade i Catalogue of Life.